# Monte-Carlo Rolex Masters 2012
Monte-Carlo Rolex Masters 2012 — 106-й розыгрыш ежегодного профессионального теннисного турнира среди мужчин, проводящегося во французском городе Рокебрюн—Кап-Мартен и являющегося частью тура ATP в рамках серии ATP Masters 1000.
В 2012 году турнир прошёл с 15 по 22 апреля на кортах Monte-Carlo Country Club. Соревнование продолжало околоевропейскую серию грунтовых турниров, подготовительную к майскому Roland Garros.
Прошлогодние победители:
- в одиночном разряде —  Рафаэль Надаль
- в парном разряде —  Боб Брайан и  Майк Брайан

## Соревнования

### Одиночный турнир
Рафаэль Надаль обыграл  Новака Джоковича со счётом 6-3, 6-1.
- Надаль выигрывает 1й титул в сезоне и 47й за карьеру в основном туре ассоциации.
- Джокович уступает 1й финал в сезоне и 15й за карьеру в основном туре ассоциации.

### Парный турнир
Боб Брайан /  Майк Брайан обыграли  Максима Мирного /  Даниэля Нестора со счётом 6-2, 6-3.
- Боб выигрывает 2й титул в сезоне и 77й за карьеру в основном туре ассоциации.
- Майк выигрывает 2й титул в сезоне и 79й за карьеру в основном туре ассоциации.